# Sunrise Adams
Pour les articles homonymes, voir Adams.
Sunrise Adams, née le 14 septembre 1982 à Saint-Louis (Missouri, États-Unis), est une actrice pornographique américaine.

## Biographie
À 18 ans, elle travaille au Sonic Drive-In. Elle est la nièce de l'actrice pornographique Sunset Thomas.
Elle commence sa carrière fin 2000, juste après ses 18 ans, dans More Dirty Debutantes #186. Elle signe, en août 2002, un contrat de deux ans avec le studio Vivid. Elle s'y engage à tourner dans huit films par an.
En 2004, le physique de Sunrise Adams est modélisé pour un personnage dans le jeu vidéo de catch Backyard Wrestling 2: There Goes the Neighborhood.

## Récompenses
- 2001 : CAVR Award - Starlet
- 2004 : AVN Award, Best Oral Sex Scene (Film) – Heart of Darkness (avec Randy Spears)

Nominations
- 2003 : AVN Award, nomination Best Actress

## Filmographie sélective
- Only The Best Of Teens (2008)
- Les' Be Friends (2005)
- Porno Valley (2004)
- Where the Boys Aren't 17 (2004)
- Sweet Grind (2004)
- Grind (2003 film)
- Where the Boys Aren't 16 (2003)
- 18 and Natural (2002)
- Blowjob Fantasies 14 (2002)
- Deep Throat This 2 (2002)
- Kittens 12 (2002)
- Love Machine (2002)
- Pink Crush (2002)
- Club TropiXXX (2002)
- Initiations 8 (2001)
- Cockless 3 (2001)
- Specs Appeal 2 (2001)
- Exposed (2001)
- Screaming Orgasms 3 (2001)
- Grrl Power! 6 (2001)
- Naughty College School Girls 20 (2001)
- Naughty College School Girls 18 (2001)
- Naughty College School Girls 17 (2001)
- Teen Tryouts Audition 9 (2001)
- North Pole #27 (2001)
- University Coed Oral Exams 6 (2001)
- Young as They Cum 2 (2001)
- Up Your Ass 17 (2001)
- Legal Skin 2 (2001)
- Barefoot Confidential 14 (2001)
- Panty Hoes 5 (2001)